# 黄雀儿属
黄雀儿属（学名：Priotropis）是蝶形花亚科下的一个属，为亚灌木植物。该属共有2种，分布于喜马拉雅区。